# Merophysia letourneuxi
Merophysia letourneuxi is een keversoort uit de familie zwamkevers (Endomychidae). De wetenschappelijke naam van de soort werd in 1914 gepubliceerd door Maurice Pic.